# Riclan
Riclan é uma empresa brasileira que fabrica chicletes, balas e doces. É a 7° sétima maior fabricante no segmento de frutas cristalizadas, balas e semelhantes do Brasil. E se considerarmos apenas as empresas 100% nacionais, está em 3° terceiro lugar.

## História
Na década de 1940, Dona Irene Teixeira começou a fabricar balas em sua própria casa e vendê-las na estação ferroviária para os passageiros da Companhia Paulista de Estradas de Ferro em Rio Claro. Devido ao grande sucesso de vendas das balas, dona Irene fundou a IG Teixeira e vários funcionários foram contratados. Após anos de investimento em tecnologia, em 2000 uma nova postura foi adotada para atualizar e consolidar a imagem corporativa da empresa, que passou a se chamar Riclan S.A.
Hoje distribui para todo o território nacional e mais de 50 países como Estados Unidos, Inglaterra, Austrália, Nova Zelândia, África do Sul, República Tcheca, Romênia, Argentina, Peru, Chile, entre outros.

## Marcas
A Riclan é detentora das marcas: Freegells, Buzzy, My Toffee, TNT, Go! Jelly, Azedinho, Pop Mania, Bola 7, Up Date, Sweet Kiss, Gomutcho, e Pocket.